# Siecieborowice
Siecieborowice (deutsch Sitzmannsdorf) ist ein Dorf in Niederschlesien. Der Ort liegt in der Gmina Oława im Powiat Oławski in der polnischen Woiwodschaft Niederschlesien.

## Geographie

### Geographische Lage
Das Angerdorf Siecieborowice liegt elf Kilometer südwestlich des Gemeindesitzes und der Kreisstadt Oława (Ohlau) und rund 40 Kilometer südöstlich der Woiwodschaftshauptstadt Breslau. Der Ort liegt in der Nizina Śląska (Schlesische Tiefebene) innerhalb der Równina Grodkowska (Grottkauer Ebene) hin zur Równina Wrocławska (Breslauer Ebene). Siecieborowice liegt am linken Ufer der Oława, einem linken Zufluss der Oder.

### Nachbarorte
Nachbarorte von Siecieborowice sind im Norden Drzemlikowice (Dremling) und im Südwesten Kurów (Klein Kauern).

## Geschichte

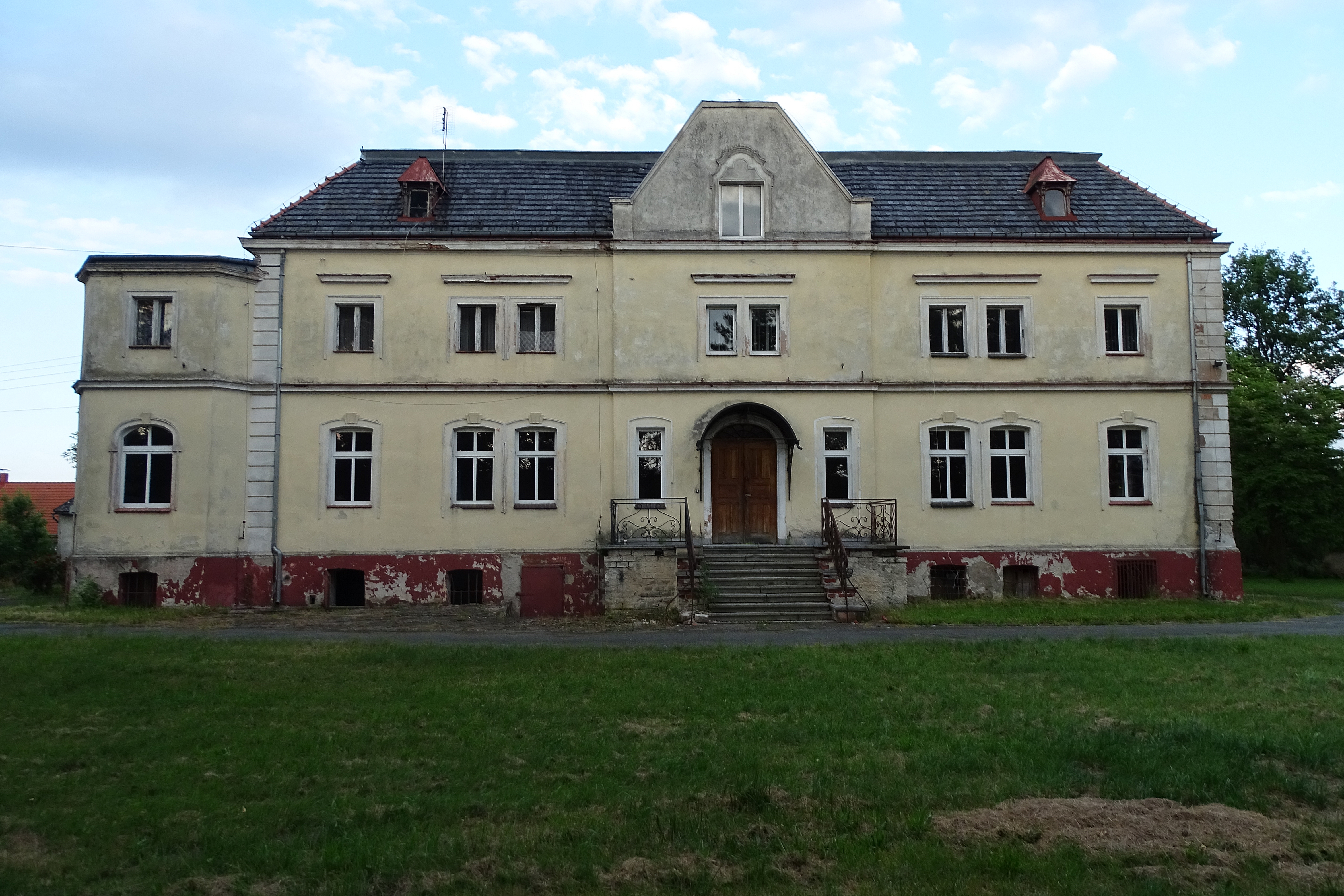
Schloss Sitzmannsdorf

Das Dorf wurde 1250 nach deutschem Recht ausgesetzt und erstmals als Seceborici erwähnt. Weitere Erwähnungen erfolgten 1258 als villa siceborii, 1285 als Simanouiz, 1323 als Siecoborowice sowie 1397 als Cziczbersdorf.
Nach dem Ersten Schlesischen Krieg 1742 fiel Sitzmannsdorf zusammen mit dem größten Teil Schlesiens an Preußen. 1783 zählte der Ort ein Vorwerk, eine Mühle, 7 Bauern- und 18 Gärtnerstellen.
Nach der Neugliederung Preußens gehörte die Landgemeinde Sitzmannsdorf ab 1815 zur Provinz Schlesien und war ab 1816 dem Landkreis Ohlau eingegliedert. 1874 wurde der Amtsbezirk Sitzmannsdorf gegründet, welcher die Landgemeinden Niehmen und Sitzmannsdorf und die Gutsbezirke Niehmen und Sitzmannsdorf umfasste. Erster Amtsvorsteher war der Rittergutsbesitzer von Prittwitz in Sitzmannsdorf. 1885 zählte der Ort 180 Einwohner.
1933 zählte Sitzmannsdorf 250, 1939 wiederum 251 Einwohner. Bis 1945 befand sich der Ort im Landkreis Ohlau.
Als Folge des Zweiten Weltkriegs fiel Sitzmannsdorf wie fast ganz Schlesien 1945 an Polen, wurde in Siecieborowice umbenannt und der Woiwodschaft Breslau angegliedert. Die deutsche Bevölkerung wurde, soweit sie nicht vorher geflohen war, weitgehend vertrieben. Die neu angesiedelten Bewohner waren zum Teil Heimatvertriebene aus Ostpolen. 1999 kam der Ort zum Powiat Oławski in der Woiwodschaft Niederschlesien. 2000 zählte das Dorf 175 Einwohner.

## Sehenswürdigkeiten

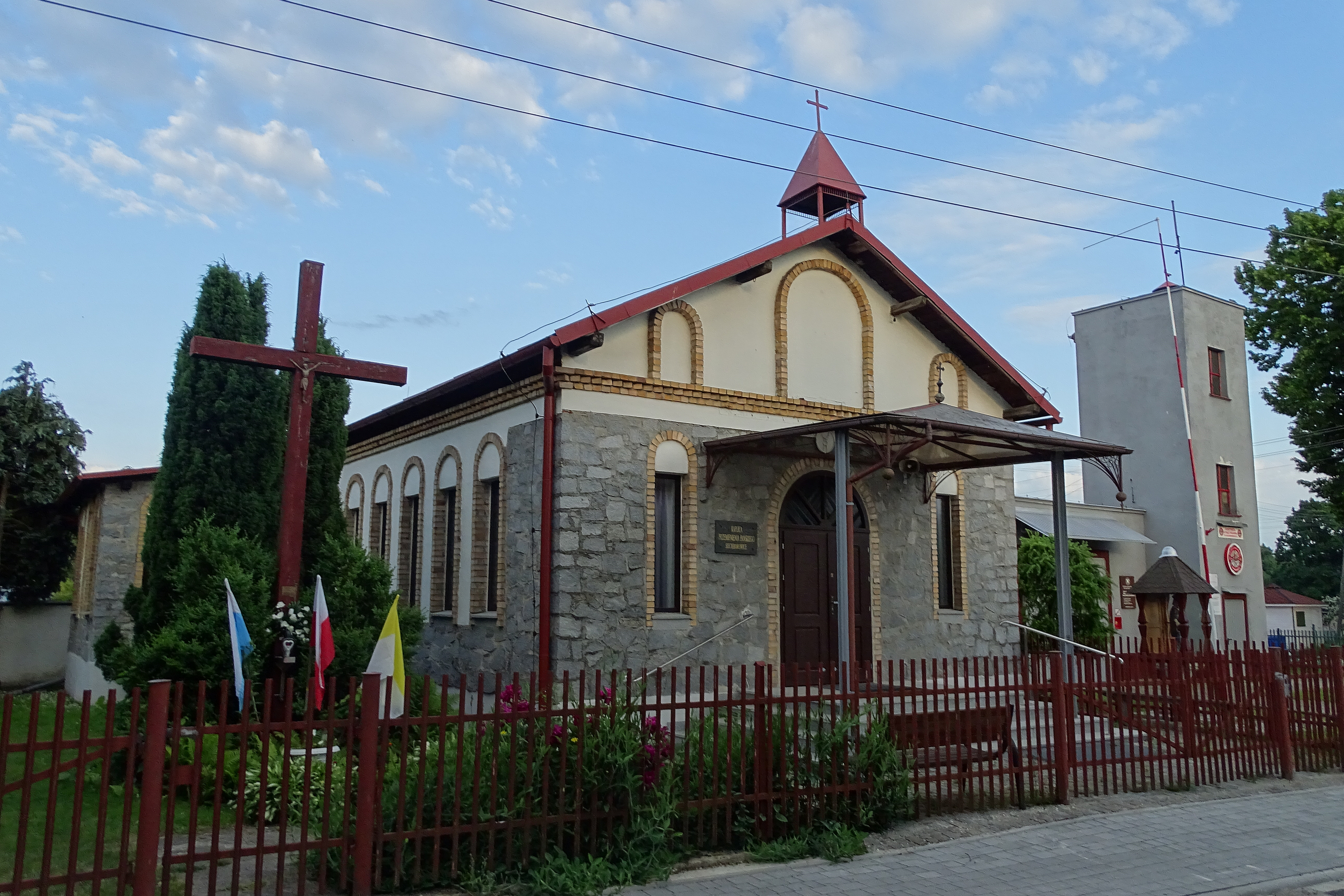
Kapelle zur Verklärung des Herrn

- Das Schloss Sitzmannsdorf (poln. Pałac Siecieborowice) wurde Ende des 18. Jahrhunderts von der Familie von Prittwitz errichtet. Der zweigeschossige Bau wurde Ende des 19. Jahrhunderts umgebaut. Umgeben ist das Schloss von den ehemaligen Vorwerksgebäude sowie einem kleinen Park. Der Park steht seit 1984 unter Denkmalschutz.[6]
- Römisch-katholische Kapelle zur Verklärung des Herrn (poln. Kaplica Przemienienia Pańskiego)
- St.-Florian-Statue

## Vereine
- Freiwillige Feuerwehr OSP Siecieborowice

## Söhne und Töchter des Ortes
- Curt von Prittwitz und Gaffron (1849–1922), deutscher Admiral und Mitglied des preußischen Herrenhauses
- Heinrich von Prittwitz und Gaffron (1889–1941), deutscher Generalleutnant und Kommandeur
- Hans-Ulrich von Schweinitz (1908–1972), deutscher Diplomat